# Шипаховский (железнодорожный разъезд)
Шипаховский — железнодорожный разъезд в Няндомском районе Архангельской области.

## География
Находится в юго-западной части Архангельской области на расстоянии приблизительно 21 км на север по прямой от административного центра района города Няндома у железнодорожной линии Москва-Архангельск.

## История
В начале 1930-х годов здесь был создан поселок для поселения репрессированных. До 2022 года входил в Шалакушское сельское поселение до его упразднения.

## Население
Численность населения не была учтена как в 2002 году, так и в 2010.